# أندريه مارتينز
أندريه مارتينز (12 أكتوبر 1989 بأوديفلاس في البرتغال - ) هو لاعب كرة قدم برتغالي في مركز حراسة المرمى. شارك مع منتخب البرتغال تحت 17 سنة لكرة القدم ومنتخب البرتغال تحت 18 سنة لكرة القدم. أما مع النوادي، فقد لعب مع ريال سبورت كلوب ونادي تامبينس روفرز وأتلتيكو كاسا بيا وG.D. Igreja Nova ‏.

## وصلات خارجية
- أندريه مارتينز على موقع Soccerway.com (الإنجليزية)